# مسجد ترک‌آباد
مسجد ترک آباد مربوط به دوره قاجار است و در کاشان، خیابان فاضل نراقی، بعد از سه راه علوی واقع شده و این اثر در تاریخ ۱۰ خرداد ۱۳۸۲ با شمارهٔ ثبت ۹۰۲۹ به‌عنوان یکی از آثار ملی ایران به ثبت رسیده است.